# Рад ам Ринг
Рад ам Ринг (нем. Rad am Ring) — шоссейная однодневная велогонка, с 2016 года проводящаяся в Германии на трассе Нюрбургринг. Являясь частью крупного велофестиваля с аналогичным названием, она входит в календарь UCI Europe Tour под категорией 1.1. В 2016 году велогонка также была известна как Гонка Руди Альтига. Название было использовано, чтобы почтить память известного немецкого велогонщика, чемпиона мира 1966 года, Руди Альтига, который скончался незадолго до гонки. Первым победителем стал немец Пауль Фосс.

## Призёры
| Год  | Победитель | Второй            | Третий           |
| ---- | ---------- | ----------------- | ---------------- |
| 2016 | Пауль Фосс | Грегор Мюльбергер | Ян Тратник       |
| 2017 | Хюб Дёйн   | Ваут Ван Арт      | Димитри Пейскенс |